# Ґаз'їн (Марказі)
Ґаз'їн (перс. گزئين) — село в Ірані, у дегестані Харразан, в Центральному бахші, шагрестані Тафреш остану Марказі. За даними перепису 2006 року, його населення становило 0 осіб.

## Клімат
Середня річна температура становить 15,94°C, середня максимальна – 33,45°C, а середня мінімальна – -5,31°C. Середня річна кількість опадів – 256 мм.
| Клімат поселення                              | Клімат поселення | Клімат поселення | Клімат поселення | Клімат поселення | Клімат поселення | Клімат поселення | Клімат поселення | Клімат поселення | Клімат поселення | Клімат поселення | Клімат поселення | Клімат поселення | Клімат поселення |
| Показник                                      | Січ.             | Лют.             | Бер.             | Квіт.            | Трав.            | Черв.            | Лип.             | Серп.            | Вер.             | Жовт.            | Лист.            | Груд.            |                  |
| Середній максимум, °C                         | 10,30            | 12,78            | 17,32            | 23,78            | 28,56            | 32,88            | 33,45            | 32,61            | 29,19            | 23,29            | 17,05            | 10,63            |                  |
| Середня температура, °C                       | 2,50             | 4,98             | 9,52             | 15,96            | 20,76            | 25,09            | 27,82            | 26,98            | 23,56            | 17,65            | 11,43            | 5,01             |                  |
| Середній мінімум, °C                          | −5,31            | −2,82            | 1,72             | 8,18             | 12,96            | 17,30            | 22,19            | 21,33            | 17,91            | 12,03            | 5,78             | −0,63            |                  |
| Норма опадів, мм                              | 37               | 36               | 45               | 32               | 24               | 4                | 1                | 1                | 1                | 13               | 24               | 38               |                  |
| Середньомісячна швидкість вітру, м/с          | 1.42             | 2.12             | 2.81             | 3.08             | 2.88             | 2.76             | 2.88             | 2.76             | 2.45             | 2.32             | 1.90             | 1.46             |                  |
| Середньомісячна сонячна радіація, кДж/м²·день | 9129             | 12111            | 14544            | 18148            | 22168            | 26352            | 25737            | 23616            | 20229            | 14892            | 10876            | 8845             |                  |
| --------------------------------------------- | ---------------- | ---------------- | ---------------- | ---------------- | ---------------- | ---------------- | ---------------- | ---------------- | ---------------- | ---------------- | ---------------- | ---------------- | ---------------- |
| Джерело:                                      |                  |                  |                  |                  |                  |                  |                  |                  |                  |                  |                  |                  |                  |